# Perineta bicolor
Perineta bicolor är en insektsart som beskrevs av Vitaly Michailovitsh Dirsh 1962. Perineta bicolor ingår i släktet Perineta och familjen gräshoppor. Inga underarter finns listade i Catalogue of Life.